# Provincia Latina
Latina este o provincie în regiunea Lazio, Italia.